# USA:s Grand Prix West 1979
USA:s Grand Prix West 1979 var det fjärde av 15 lopp ingående i formel 1-VM 1979.

## Rapport
Gilles Villeneuve och Jody Scheckter, båda i Ferrari, upprepade resultatet från Sydafrikas Grand Prix 1979. Deras bilar var snabbast och mest tillförlitliga på den guppiga Long Beach Circuit. På tredje plats kom Alan Jones i en Williams FW06 av 1978 års modell. Han var nästan 60 sekunder efter vinnaren.

## Resultat
1. Gilles Villeneuve, Ferrari, 9 poäng
2. Jody Scheckter, Ferrari, 6
3. Alan Jones, Williams-Ford, 4
4. Mario Andretti, Lotus-Ford, 3
5. Patrick Depailler, Ligier-Ford, 2
6. Jean-Pierre Jarier, Tyrrell-Ford, 1
7. Elio de Angelis, Shadow-Ford
8. Nelson Piquet, Brabham-Alfa Romeo
9. Jochen Mass, Arrows-Ford

### Förare som bröt loppet
- Hector Rebaque, Rebaque (Lotus-Ford) (varv 71, olycka)
- Derek Daly, Ensign-Ford (69, olycka)
- John Watson, McLaren-Ford (62, insprutning)
- Clay Regazzoni, Williams-Ford (48, motor)
- Jan Lammers, Shadow-Ford (47, upphängning)
- Riccardo Patrese, Arrows-Ford (40, bromsar)
- Carlos Reutemann, Lotus-Ford (21, transmission)
- Emerson Fittipaldi, Fittipaldi-Ford (19, transmission)
- Arturo Merzario, Merzario-Ford (13, motor)
- Jacques Laffite, Ligier-Ford (8, bromsar)
- James Hunt, Wolf-Ford (0, transmission)
- Niki Lauda, Brabham-Alfa Romeo (0, olycka)
- Patrick Tambay, McLaren-Ford (0, kollision)

### Förare som diskvalificerades
- Didier Pironi, Tyrrell-Ford (varv 72, extern assistans)
- Hans-Joachim Stuck, ATS-Ford (49, extern assistans)

### Förare som ej startade
- Jean-Pierre Jabouille, Renault (drog sig tillbaka)
- René Arnoux, Renault (formationsvarvet, kardanknut)